# Championnats de France d'athlétisme en salle 1989
Navigation
Édition précédente Édition suivante
Les Championnats de France d'athlétisme en salle 1989 ont eu lieu les 4 et 5 février 1989 au Stade couvert régional de Liévin. 

## Palmarès
| Discipline       | Hommes               | Hommes         | Femmes                     | Femmes         |
| ---------------- | -------------------- | -------------- | -------------------------- | -------------- |
| 60 m             | Bruno Marie-Rose     | 6 s 70         | Laurence Bily              | 7 s 20         |
| 200 m            | Alain Mazella        | 21 s 13        | Marie-José Pérec           | 23 s 42        |
| 400 m            | Aldo Canti           | 47 s 42        | Fabienne Ficher            | 53 s 39        |
| 800 m            | Claude Diomar        | 1 min 49 s 68  | Catherine Guerrero         | 2 min 4 s 88   |
| 1 500 m          | Hervé Phelippeau     | 3 min 46 s 53  | Odile Gautier              | 4 min 32 s 99  |
| 60 m haies       | Philippe Tourret     | 7 s 76         | Christine Schweyer         | 8 s 15         |
| Saut en hauteur  | Dominique Hernandez  | 2,27 m         | Maryse Éwanjé-Épée         | 1,88 m         |
| Saut à la perche | Jean-Marc Tailhardat | 5,50 m         | -                          | -              |
| Saut en longueur | Norbert Brige        | 7,95 m         | Muriel Leroy               | 6,35 m         |
| Triple saut      | Serge Hélan          | 17,12 m        | -                          | -              |
| Lancer du poids  | Aubert Treguilly     | 18,91 m        | Martine Guyonnet           | 15,83 m        |
| 3 000 m marche   | -                    | -              | Anne-Catherine Berthonnaud | 13 min 39 s 33 |
| 5 000 m marche   | Jean-Claude Corre    | 19 min 36 s 64 | -                          | -              |